# Lars Nussbaumer
Lars Nussbaumer (* 31. Jänner 2001) ist ein österreichischer Fußballspieler.

## Karriere

### Verein
Nussbaumer begann seine Karriere beim FC Langenegg. 2015 kam er in die AKA Vorarlberg. Zur Saison 2017/18 wechselte er zum SCR Altach, bei dem er einen bis Juni 2020 laufenden Vertrag erhielt. Zudem kam er weiterhin in der Akademie zum Einsatz.
Im Juli 2017 debütierte er für die Amateure der Altacher in der Regionalliga, als er am ersten Spieltag jener Saison gegen den VfB Hohenems in der 61. Minute für Daniel Nussbaumer eingewechselt wurde.
Im Februar 2018 stand er gegen den LASK auch erstmals im Kader der Profis. Sein Debüt für diese in der Bundesliga gab er im Mai 2018, als er am 36. Spieltag jener Saison gegen den SK Sturm Graz in der 85. Minute für Patrick Salomon ins Spiel gebracht wurde. Nach zwölf Bundesligaeinsätzen für Altach wurde er zur Saison 2020/21 auf Kooperationsbasis an den Zweitligisten FC Dornbirn 1913 verliehen. Nach sechs Einsätzen in der 2. Liga kehrte er im November 2020 vorzeitig nach Altach zurück. Nach seiner Rückkehr kam er jedoch nie mehr für die Profis zum Einsatz, ab der Saison 2021/22 spielte er für die wieder angemeldeten Amateure Altachs.
Zur Saison 2022/23 wechselte Nussbaumer fest zum Zweitligisten Dornbirn. Für Dornbirn kam er zu 54 Zweitligaeinsätzen, ehe dem Team nach der Saison 2023/24 die Zulassung entzogen wurde. Im Anschluss daran wechselte er zur Saison 2024/25 zum Zweitligisten Schwarz-Weiß Bregenz.

### Nationalmannschaft
Nussbaumer spielte im Februar 2016 erstmals für eine österreichische Jugendnationalauswahl. Im September 2017 debütierte er gegen Tschechien für die U-17-Auswahl. Im April 2019 kam er gegen Deutschland zu seinem ersten Einsatz für die U-18-Mannschaft. Im Oktober 2019 debütierte er gegen Wales für die U-19-Auswahl.

## Persönliches
Nussbaumers Cousin Daniel (* 1999) ist ebenfalls Fußballspieler.